# Présidence de Sadi Carnot
Président de la République française
Présidence de Jules Grévy Présidence de Jean Casimir-Perier
La présidence de Sadi Carnot en tant que 5e président de la République française dura du 3 décembre 1887 au 25 juin 1894. Le président Jules Grévy ayant dû démissionner à la suite du scandale des décorations, Carnot présenta sa candidature à la Chambre et remporta l'élection à une large majorité. Républicain modéré, son mandat fut marqué par l'agitation boulangiste qui mit un temps en péril les institutions de la Troisième République et par le scandale de Panama en 1892 qui provoqua la démission d'une partie de son gouvernement.
Sur le plan de la politique étrangère, le président Carnot effectua plusieurs visites officielles et renforça notamment l'alliance franco-russe, mais il dut simultanément faire face au mécontentement des syndicats et à la vague d'attentats anarchistes qui frappa Paris à partir de 1892. Dans ce contexte d'agitation sociale, le gouvernement adopta la première loi restreignant les libertés individuelles et la presse et Carnot lui-même refusa d'accorder sa grâce aux anarchistes Ravachol et Vaillant responsables des attaques. Le 24 juin 1894, alors qu'il était en visite à Lyon, Sadi Carnot fut assassiné par le jeune anarchiste italien Sante Geronimo Caserio qui voulait venger la mort de ses camarades. Jean Casimir-Perier lui succéda à la présidence de la République.

## Election présidentielle de 1887
L'ancien président du Conseil Jules Ferry, discrédité par l'Affaire du Tonkin espère décrocher la présidence de la République pour obtenir à nouveau la confiance de l'opinion publique. Mais sa politique coloniale désastreuse lui a aliéné la haine des radicaux et des monarchistes. De plus, le Conseil municipal de Paris installe « en plein Hôtel de Ville un bureau révolutionnaire décidé à proclamer la Commune si M. Jules Ferry est élu président de la République ».
Les conservateurs et ralliés s'entendent pour soutenir le général Félix Gustave Saussier alors que la gauche se divise entre Ferry et l'ancien ministre des Finances Sadi Carnot.
Lors du premier tour, Carnot se détache assez nettement des autres candidats, sans obtenir pour autant la majorité absolue des suffrages tandis que Ferry peine à le suivre, talonné par le général Saussier. Au second tour, Ferry se retire de la course au profit de Carnot, qui double son score du premier tour en faisant le plein des voix à gauche, tandis que le général Saussier améliore quelque peu le sien.
| Candidat | Candidat                                | Premier tour | %     | Second tour | %     |
| -------- | --------------------------------------- | ------------ | ----- | ----------- | ----- |
|          | Sadi Carnot Républicain modéré          | 303          | 35,69 | 616         | 74,49 |
|          | Félix Gustave Saussier Conservateur     | 148          | 17,43 | 188         | 22,73 |
|          | Jules Ferry Républicain modéré          | 212          | 24,97 | 11          | 1,33  |
|          | Charles de Freycinet Républicain modéré | 76           | 8,95  | 5           | 0,60  |
|          | Félix Antoine Appert Républicain modéré | 72           | 8,48  | 5           | 0,60  |
|          | Henri Brisson Républicain radical       | 26           | 3,06  |             |       |
|          | Charles Floquet Républicain modéré      | 5            | 0,59  | 1           | 0,12  |
|          | Anatole de la Forge Sans étiquette      | 2            | 0,24  |             |       |
|          | Félix Pyat Sans étiquette               | 2            | 0,24  | 1           | 0,12  |
|          | Louis Pasteur Sans étiquette            | 2            | 0,24  |             |       |
|          | Eugène Spuller Républicain modéré       | 1            | 0,12  |             |       |

## Gouvernements
Un premier gouvernement présidé par Pierre Tirard est formé le 12 décembre 1887. Ce dernier, ancien ministre du Commerce sous Jules Grévy, appartient à la famille des républicains modérés. Des radicaux et des modérés entrent au gouvernement alors que le général Boulanger échoue à obtenir le portefeuille de la Guerre. S'étant opposé à une révision de la Constitution à la Chambre, il démissionne le 30 mars 1888. Le 3 avril, Sadi Carnot fait appel à Charles Floquet, un radical, pour former un nouveau gouvernement destiné à combattre efficacement la vague boulangiste. C'est notamment la première fois qu'un civil, Charles de Freycinet, accède au ministère de la Guerre. Désavoué par l'aile républicaine, Floquet présente à son tour sa démission le 14 février 1889. Tirard est rappelé au pouvoir et constitue un nouveau gouvernement le 22 février avec Maurice Rouvier aux Finances et Ernest Constans à l'Intérieur. Après avoir échoué à obtenir l'approbation du Sénat sur un projet de traité commercial avec la Turquie, le 2e gouvernement Tirard chute le 14 mars 1890 et ce dernier est remplacé à la présidence du Conseil par Freycinet à partir du 17 mars.
Le gouvernement Freycinet se maintient pendant presque deux ans avant d'être lâché par les radicaux et contraint à la démission le 18 février 1892. Le modéré Émile Loubet qui lui succède chute le 28 novembre 1892 après l'éclatement du scandale de Panama impliquant plusieurs ministres et personnalités politiques de premier plan. Un nouveau ministère est formé le 6 décembre avec Alexandre Ribot à la présidence du Conseil. Le 14, Maurice Rouvier démissionne, mis en cause dans l'affaire de Panama. Ce gouvernement s'achève le 10 janvier 1893, et dès le lendemain, Sadi Carnot nomme à nouveau Alexandre Ribot à la présidence du Conseil des ministres. Dans un contexte de violentes tensions avec l'extrême-droite qui dénonce la corruption de la classe politique, le gouvernement Ribot est renversé le 30 mars 1893. De nouveaux hommes arrivent alors au pouvoir et c'est à Charles Dupuy, député de la Haute-Loire, que le président de la République confie la formation d'un nouveau gouvernement qui entre en fonction le 4 avril 1893, avec notamment Raymond Poincaré au ministère de l'Instruction publique.

## Politique intérieure
Le 12 juin 1887, Sadi Carnot appelle le modéré Pierre Tirard à la présidence du Conseil. Le lendemain, le message du président de la République charme par son honnêteté et par le désir nettement exprimé de venir en aide aux classes laborieuses. Tirard obtient un ordre du jour approbatif, qui ne réunit toutefois que 259 suffrages. Dès le début de son mandat, Carnot doit affronter la menace boulangiste. Boulanger, ancien ministre de la Guerre, affirme son désir de revanche face à l'Allemagne. Il est soutenu par des monarchistes et des individus d'extrême gauche, Henri Rochefort, directeur de l’Intransigeant, Eugène Mayer, directeur de La Lanterne, ou encore le sénateur Naquet.
Le mouvement ayant pris une ampleur considérable, le régime finit par réagir : le 27 mars 1888, Tirard et son ministre de la Guerre, le général Logerot, mettent Boulanger à la retraite d'office. Par conséquent, le général Revanche devient éligible et se présente dans le Nord. Pendant ce temps, le gouvernement Tirard n'arrive pas à s'imposer et, contesté de toutes parts, est sans cesse contraint de se défendre. Le 16 janvier 1888, Lamarzelle, un député de droite, demande compte au gouvernement des manifestations populaires des 1er, 2, 3 et 7 décembre, qui ont eu pour but d'empêcher, par intimidation, les progrès de la candidature de Jules Ferry. Le 20 mars, Le Provost de Launay interpelle le gouvernement sur l'affaire des décorations.
Le 20 mars 1888, Paul de Cassagnac, qui constate les progrès du boulangisme, interpelle le cabinet et demande les raisons de la mise en non-activité du général Boulanger, accusant le gouvernement d'avoir « peur de lui ». Tirard expose les faits avec sa franchise accoutumée.
Même en étant inéligible, Boulanger recueille plus de 50 000 voix dans les cinq départements de la Marne. Grâce à l'ordre du jour, Tirard parvient à conserver la face. Toutefois, le 30 mars, Laguerre, un des prosélytes du général, réclame la mise à l'ordre du jour du projet de révision constitutionnelle, des responsables politiques comme Clemenceau se disant prêts à la voter. La Chambre réussit finalement à faire chuter le gouvernement par 268 voix contre 237.
Le 3 avril 1888, le président Carnot fait appel au radical Floquet, président de la Chambre des députés, pour prendre la tête du gouvernement.

## Politique étrangère

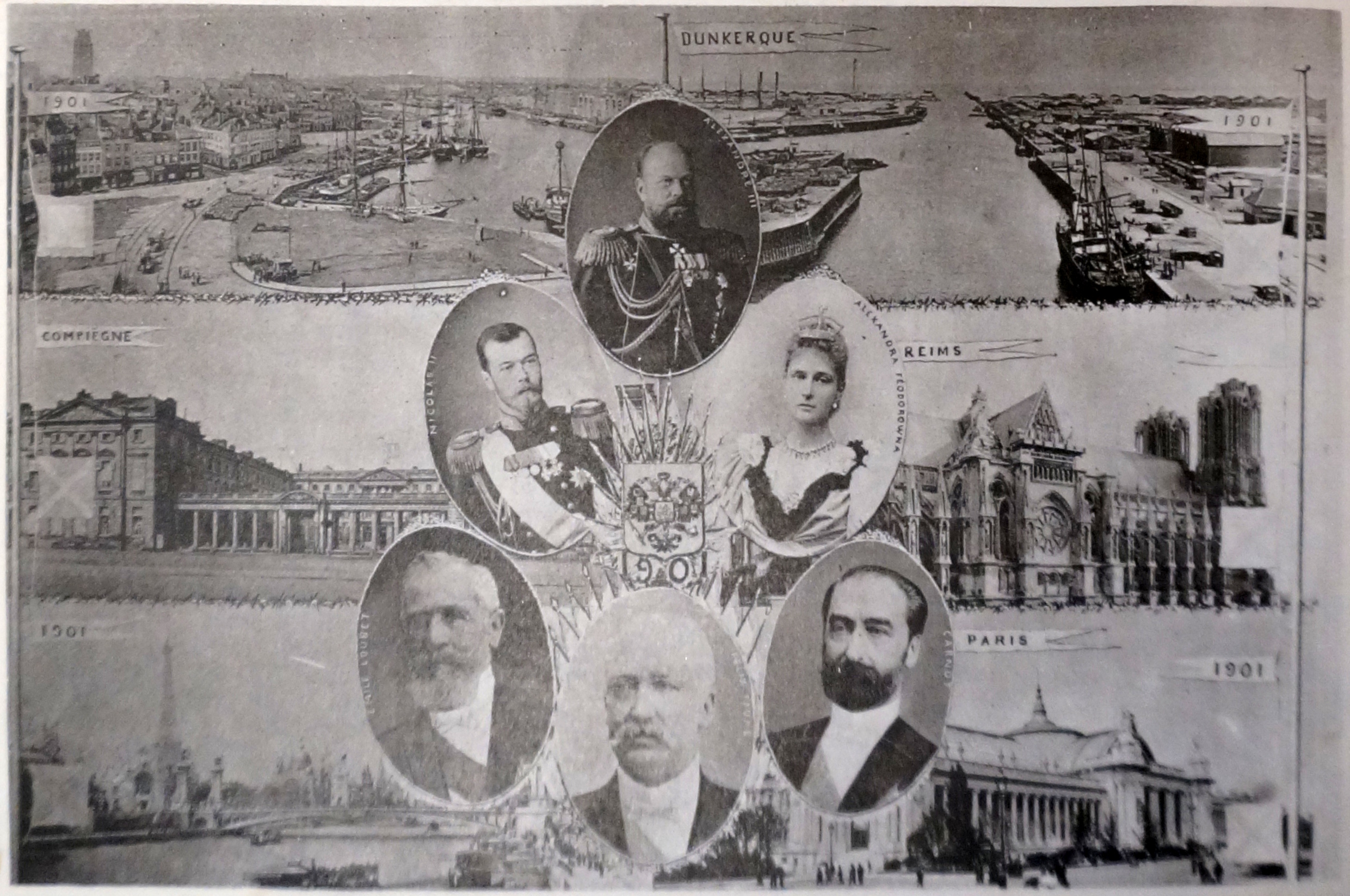
Carte postale de 1901 éditée pour l'alliance franco-russe et le pont Alexandre-III : la France est représentée par les présidents Sadi Carnot, Félix Faure et Émile Loubet, la Russie par les empereurs Alexandre III et Nicolas II et par l’impératrice Alexandra Feodorovna.

Souhaitant de plus étroites relations entre la France et la Russie, Sadi Carnot contribue à la conclusion de l’alliance franco-russe avec Alexandre III, empereur de Russie.
Au début de 1891, le président français est décoré par le tsar de l'ordre de Saint-André, la plus haute décoration russe, en remerciement de l'arrestation d'anarchistes russes à Paris.
Du 13 au 29 octobre 1893, avec le ministre de la Marine Henri Rieunier, Sadi Carnot reçoit en France, lors de fêtes grandioses, notamment à Toulon et à Paris, l'escadre de l'amiral Avellan, envoyé d’Alexandre III, et des marins russes.

## Exercice du pouvoir
Au Palais de l'Élysée, Sadi Carnot, voulant donner de la majesté à la fonction présidentielle, fait réaliser l'actuelle salle des fêtes (exécutée pour les festivités de l’exposition universelle de 1889 par l'architecte Chancel, dont les plafonds sont peints par Guillaume Dubufe et les murs ornés de tapisseries des Gobelins représentant l'histoire de Médée), inaugurée en 1889, donnant son aspect définitif extérieur à l'édifice ainsi qu'une énorme marquise vitrée sur toute la façade du corps central du bâtiment, ce qui vaut à l'Élysée d'être surnommé « le palais des singes ». De plus, il équipe le bâtiment central d'électricité (aux frais du couple présidentiel).
Le président, de même que son épouse Cécile Carnot, organisent chaque année des garden-party et deux grands bals annuels, auxquels sont conviés 10 000 personnes ; l'arbre de Noël de 1889, en faveur de cinq cents enfants pauvres de Paris se conclut par une distribution de jouets et un spectacle. Le salon de l'Hémicycle est transformé en chapelle ardente pendant quatre jours lorsque la dépouille du président assassiné à Lyon est ramenée au palais, en juin 1894.
L’année 1889 marque le centenaire de la Révolution française. Le 5 mai, Sadi Carnot se rend à Versailles en mémoire des états généraux de 1789 ; à cette occasion, il manque une première fois d'être assassiné.
À sa demande, les cendres de son grand-père Lazare, d'Alphonse Baudin, de François Séverin Marceau et de La Tour d'Auvergne sont transférées au Panthéon le 4 août 1889, cent ans après la célèbre séance de l'Assemblée constituante. Cette décision suscite l'opposition de la droite conservatrice (Lazare Carnot a voté la mort du roi et été ministre durant les Cent-Jours) ainsi que de l'extrême gauche et de descendants de révolutionnaires ayant été réprimés par le Grand Carnot,.
En mai 1889, Sadi Carnot ouvre au public l’Exposition universelle de Paris puis son attraction majeure, par la suite appelée Tour Eiffel, qui constitue alors le plus grand monument au monde et dont le président de la République a grimpé les 1 710 marches quelques semaines plus tôt.
Alors que la condition ouvrière reste particulièrement précaire, Sadi Carnot est interpellé lors de ses déplacements par les conditions de vie des « populations laborieuses », à qui il reverse une partie de ses indemnités présidentielles. Sous sa présidence, le 1er mai 1891, à Fourmies, dans le département du Nord, des militaires ouvrent le feu sur des manifestants revendiquant la journée de huit heures, causant neuf morts, dont deux enfants.
Durant sa présidence, il accepte d'adhérer à une seule association : le Comité d’histoire de la Révolution française, dont il devient président d'honneur à la mort de son père (1888), qui en était le président. Le 14 novembre 1888, il inaugure en outre l'institut Pasteur, qui a été créé par un décret du 4 juin 1887.

## Assassinat de Sadi Carnot
Lors d'un déplacement à Lyon, le président Sadi Carnot est assassiné par Sante Geronimo Caserio, anarchiste italien, 25 juin 1894.
Sadi Carnot est le premier président de la République française à mourir en fonction et le premier à avoir été assassiné. Les funérailles nationales ont lieu le 1er juillet 1894 à Paris, en la cathédrale Notre-Dame. Il est inhumé le même jour au Panthéon, au côté de son grand-père Lazare Carnot. À l'issue du procès, Caserio est condamné à la peine capitale et guillotiné le 16 août 1894 à la prison Saint-Paul de Lyon. En cellule, en attente de son exécution, il reçoit la visite du curé de Motta Visconti venu le confesser, mais il refuse de l'entendre et le chasse. Sur l'échafaud, finalement, un instant avant de mourir, il lance à la foule : « courage, les amis ! Vive l'anarchie ! ».
Cet assassinat entraîne le vote par le Parlement des lois dites « scélérates », dont le but est de compléter l'arsenal répressif contre les menées anarchistes. Près d'un siècle plus tard, ce dispositif est partiellement abrogé en 1992,.